# Ali Javadi
Ali Javadi (18 luglio 1967) è un ex calciatore ed ex giocatore di calcio a 5 iraniano.

## Carriera
Come massimo riconoscimento in carriera vanta la partecipazione, con la Nazionale di calcio a 5 dell'Iran, al FIFA Futsal World Championship 1996 nel quale la selezione asiatica si è fermata al primo turno, nel girone comprendente Brasile, Belgio e Cuba